# Aleksandar Subić
Aleksandar Subić (ur. 27 września 1993 w Banja Luce) – bośniacki piłkarz grający na pozycji lewego obrońcy, wychowanek i piłkarz klubu Borac Banja Luka.

## Kariera
Subić jest wychowankiem Boraca Banja Luka. Zadebiutował w seniorskiej drużynie w 2012 roku. Po tym jak przed startem sezonu 2015/16 ówczesny kapitan Vladan Grujić przeniósł się do FK Voždovac, Subić został wybrany pierwszym kapitanem drużyny.
Jeszcze latem 2015 Subić opuścił Borac i podpisał czteroletni kontrakt z FK Partizan. Jego  oficjalny debiut w Partizanie miał miejsce 23 września 2015 roku w spotkaniu z FK Rad. 1 października 2015 roku zadebiutował w Partizanie w rozgrywkach europejskich w meczu z Augsburgiem w fazie grupowej Ligi Europy. W 64 minucie meczu obrońca otrzymał drugą żółtą kartkę i zmuszony był opuścić boisko. Sezon ten zakończył swoim pierwszym w karierze trofeum - Pucharem Serbii. 
W wyniku spadku formy, piłkarz został wypożyczony do FK Sloboda Tuzla. Piłkarz wrócił do Partizana latem 2017 roku, aby ponownie udać się na wypożyczenie, tym razem do FK Radnički Niš.
Wypożyczenie skończyło się przed startem sezonu 2018/19. Subić powrócił do Partizana, ale nie zagrał ani jednego meczu w swoim klubie.
6 lipca 2019 r. Subić opuścił Partizan i podpisał kontrakt z klubem, w którym zaczynał karierę, Boracem.  Z zespołem z Banja Luki zdobył on dwukrotnie mistrzostwo kraju: w sezonie 2020/21 oraz 2023/24.

## Reprezentacja
Piłkarz zagrał w reprezentacji Bośni i Hercegowiny zaledwie jeden mecz. Było to 69 minut w spotkaniu reprezentacji U-21 z Hiszpanią, przegranym 2:3. 
Później Subić grał m.in. w reprezentacji Republiki Serbskiej U-23, jednakże były to spotkania towarzyskie, nieuznawane przez UEFA czy FIFA.

## Sukcesy

### Borac Banja Luka
- Mistrzostwo Bośni i Hercegowiny
  - mistrz (2): 2020/21, 2023/2024

### FK Partizan
- Puchar Serbii
  - mistrz (1): 2015/16